# Blauwestad (dorp)

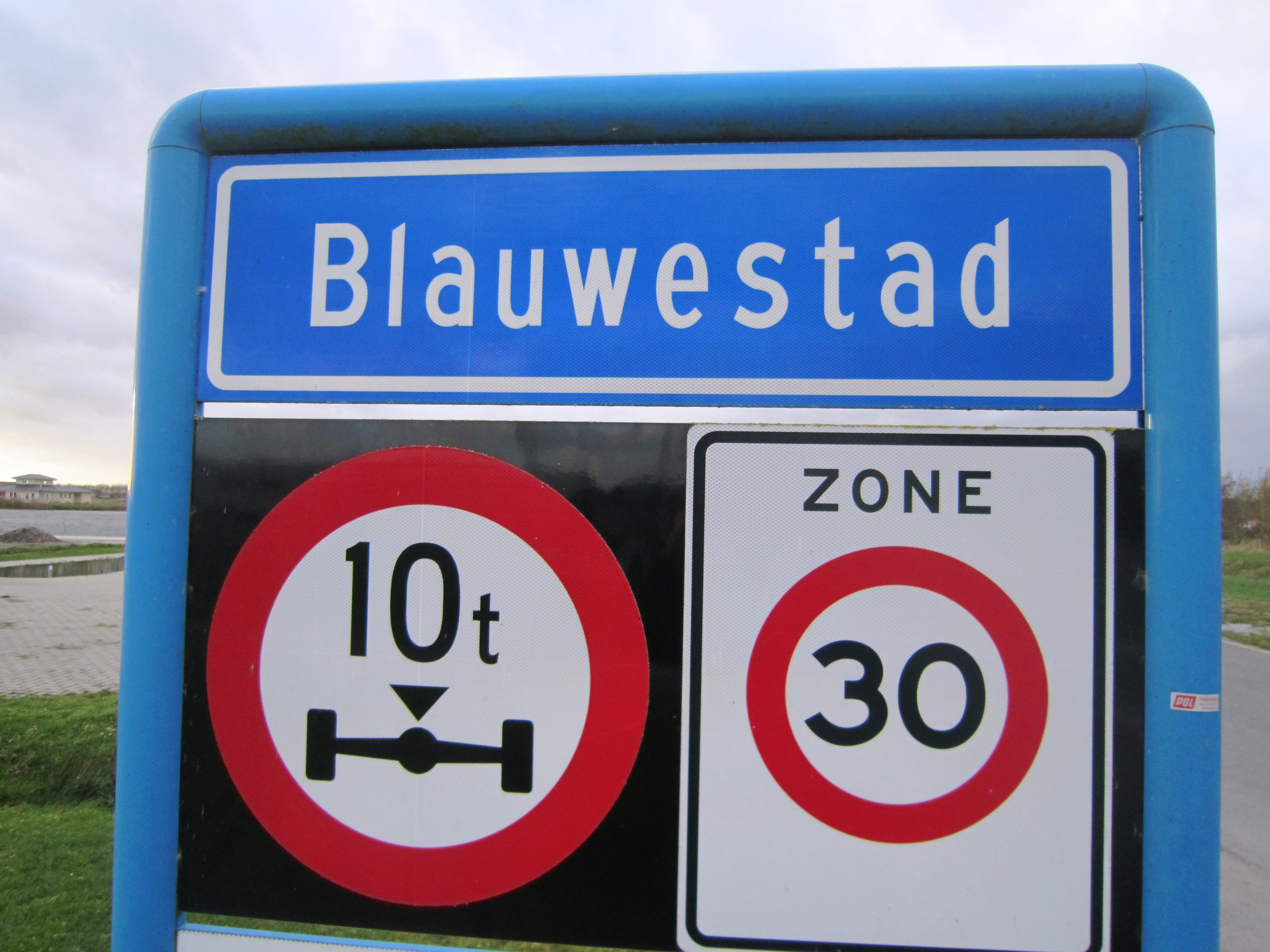
Plaatsnaambord Blauwestad

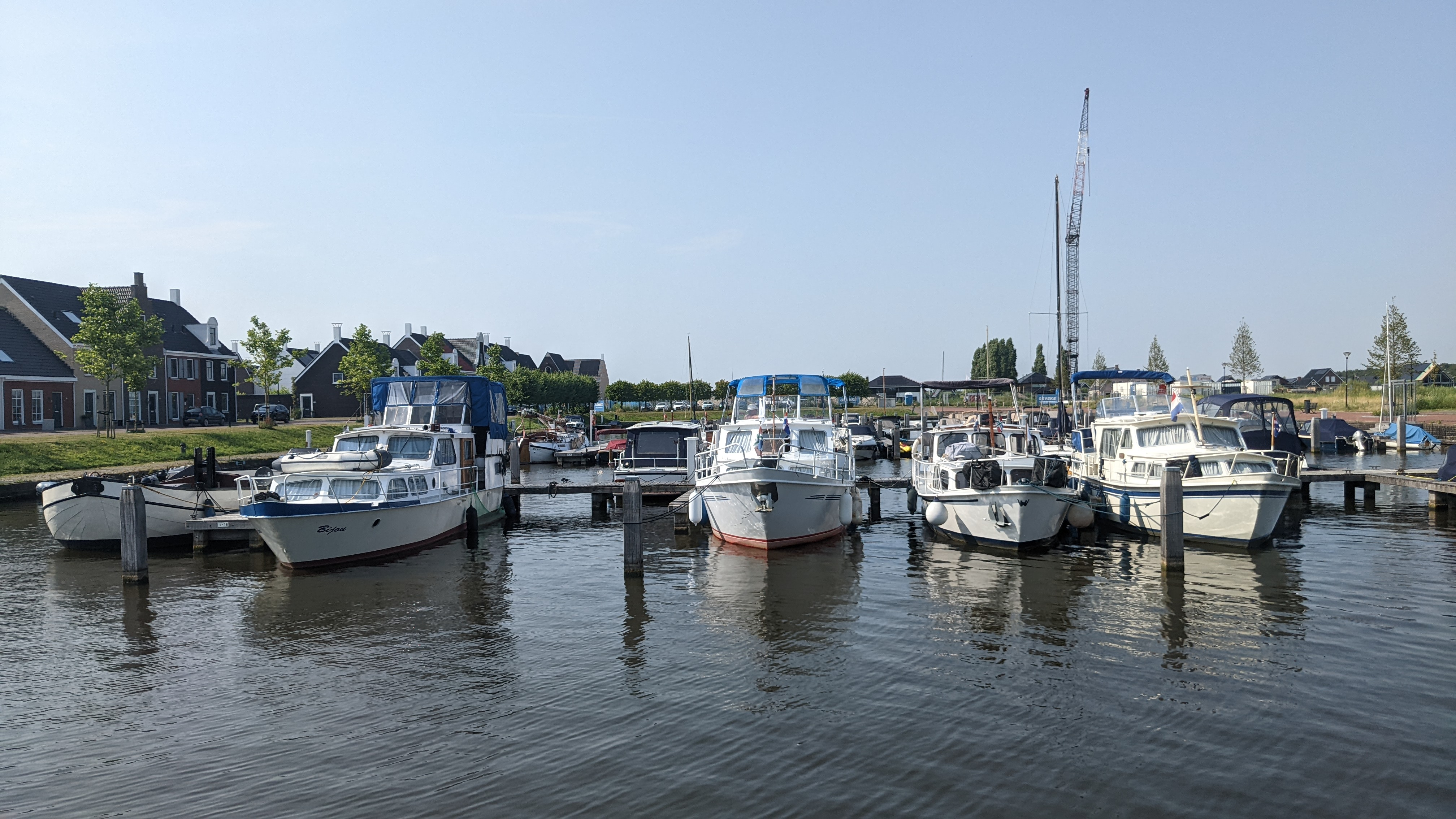
Jachthaven in het Havenkwartier

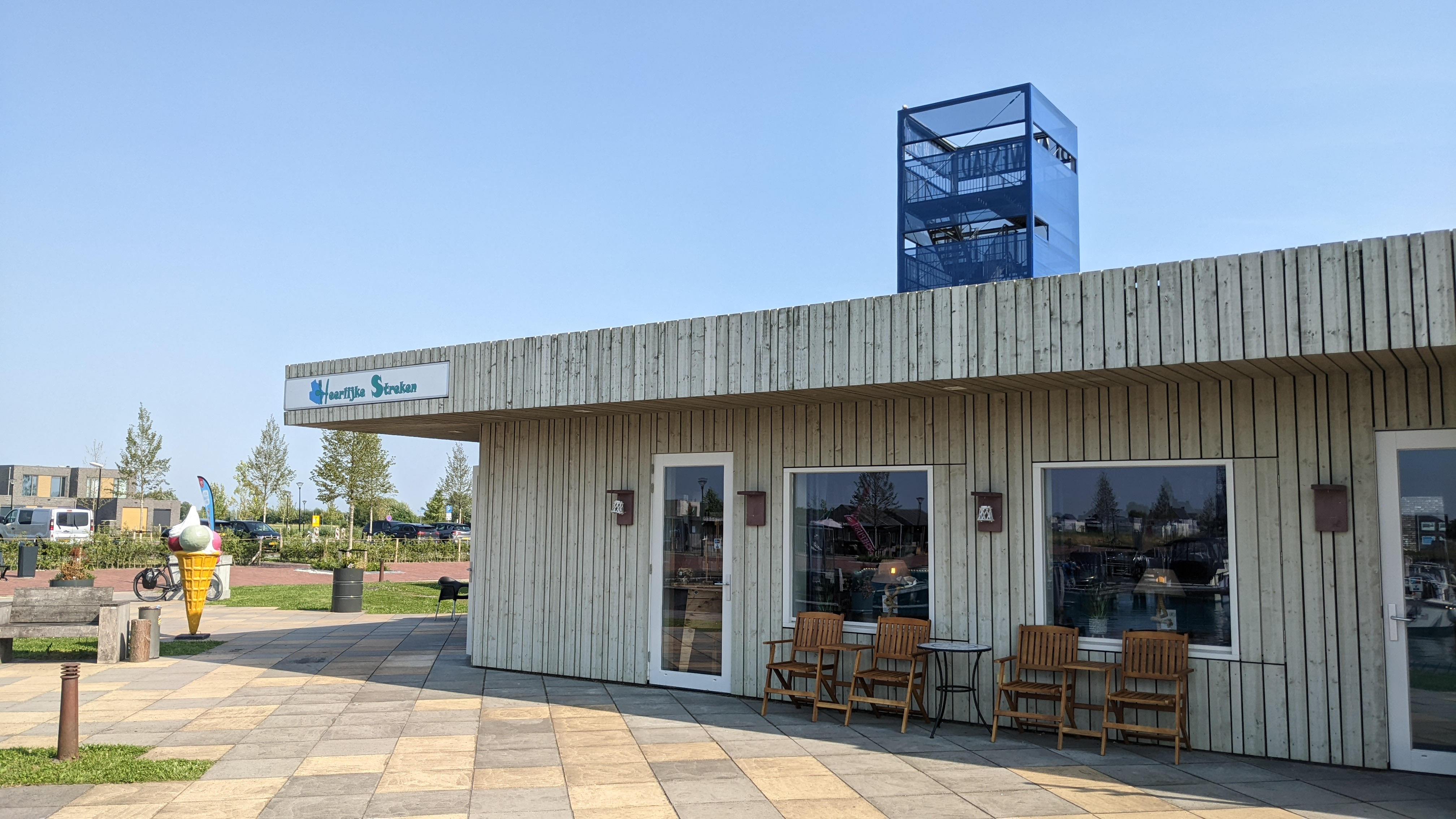
Horeca in het Havenkwartier

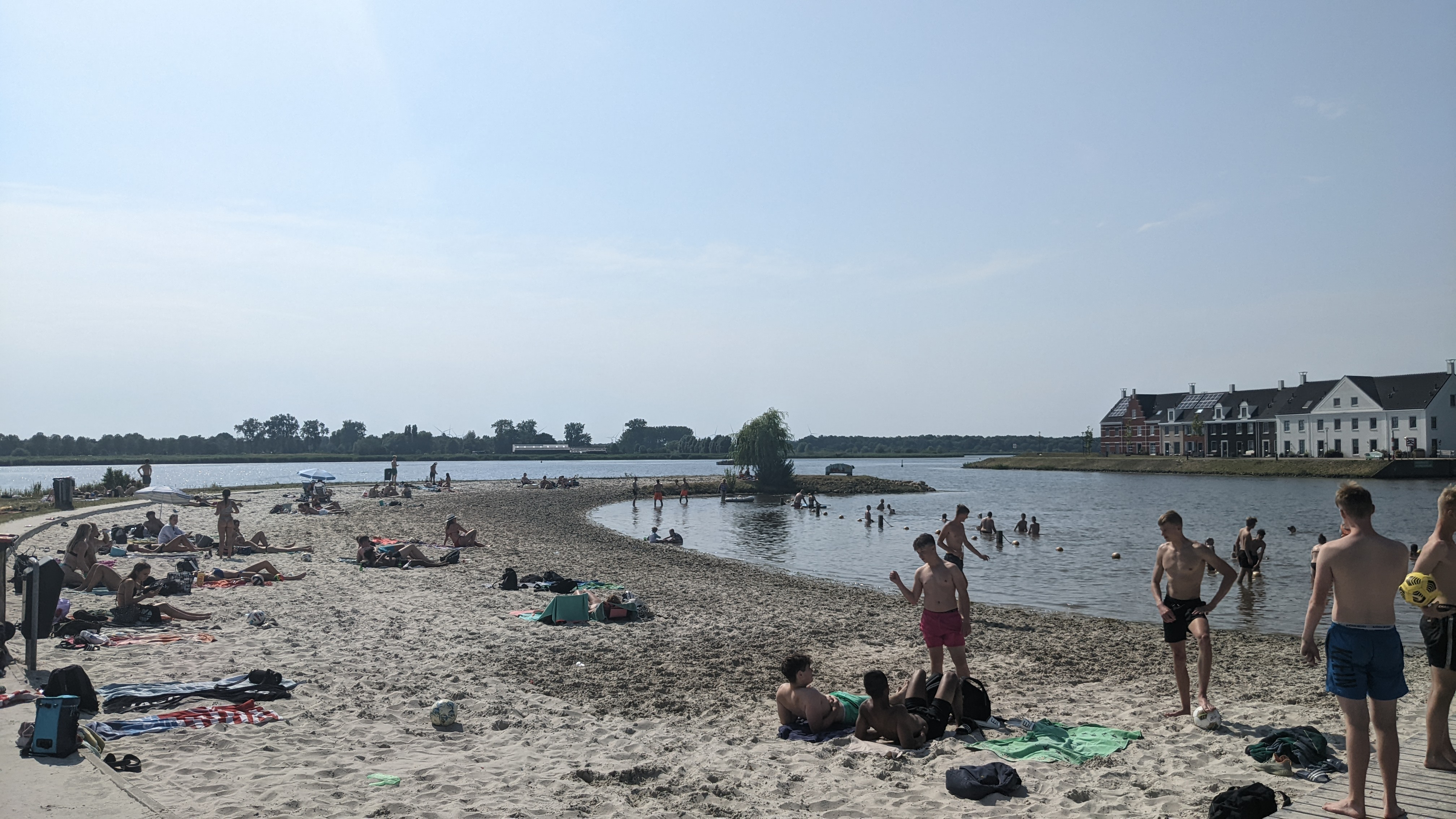
Zuidstrand Havenkwartier

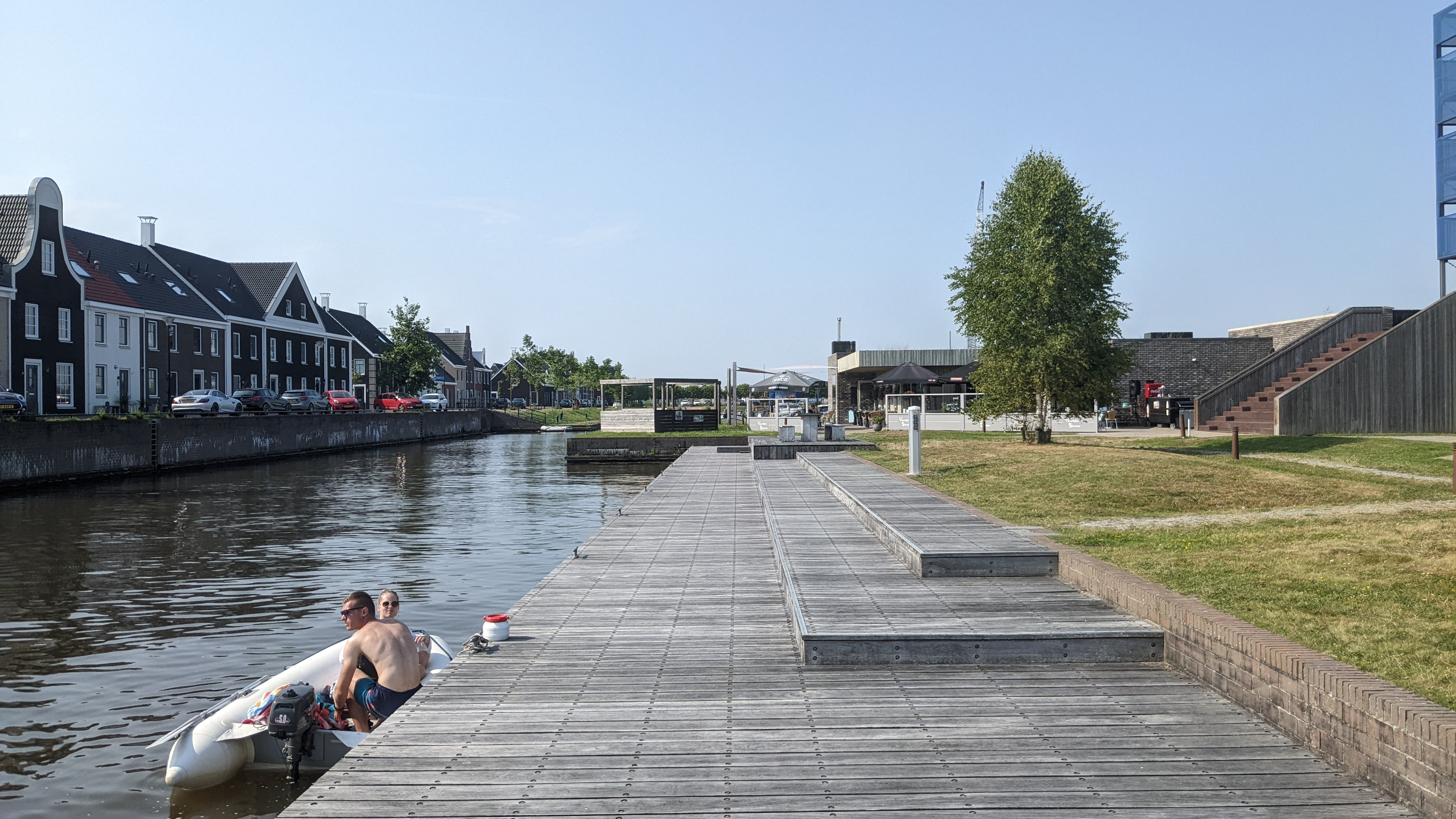
Havenkwartier met kanosteiger

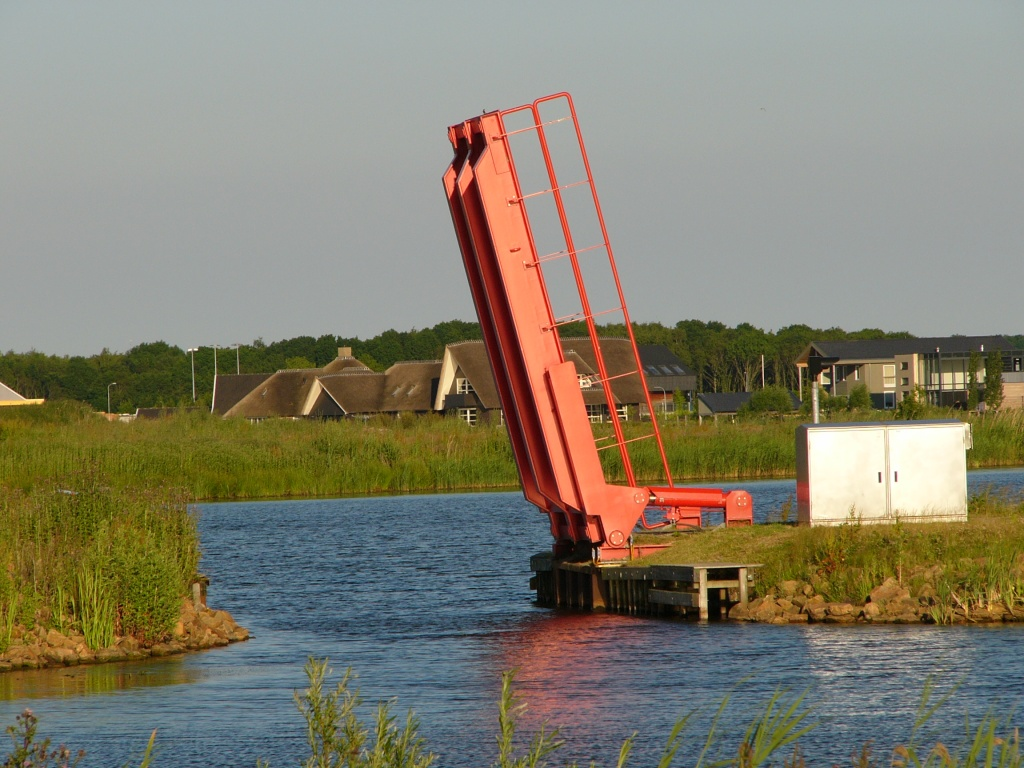
Fietsbrug in Blauwestad

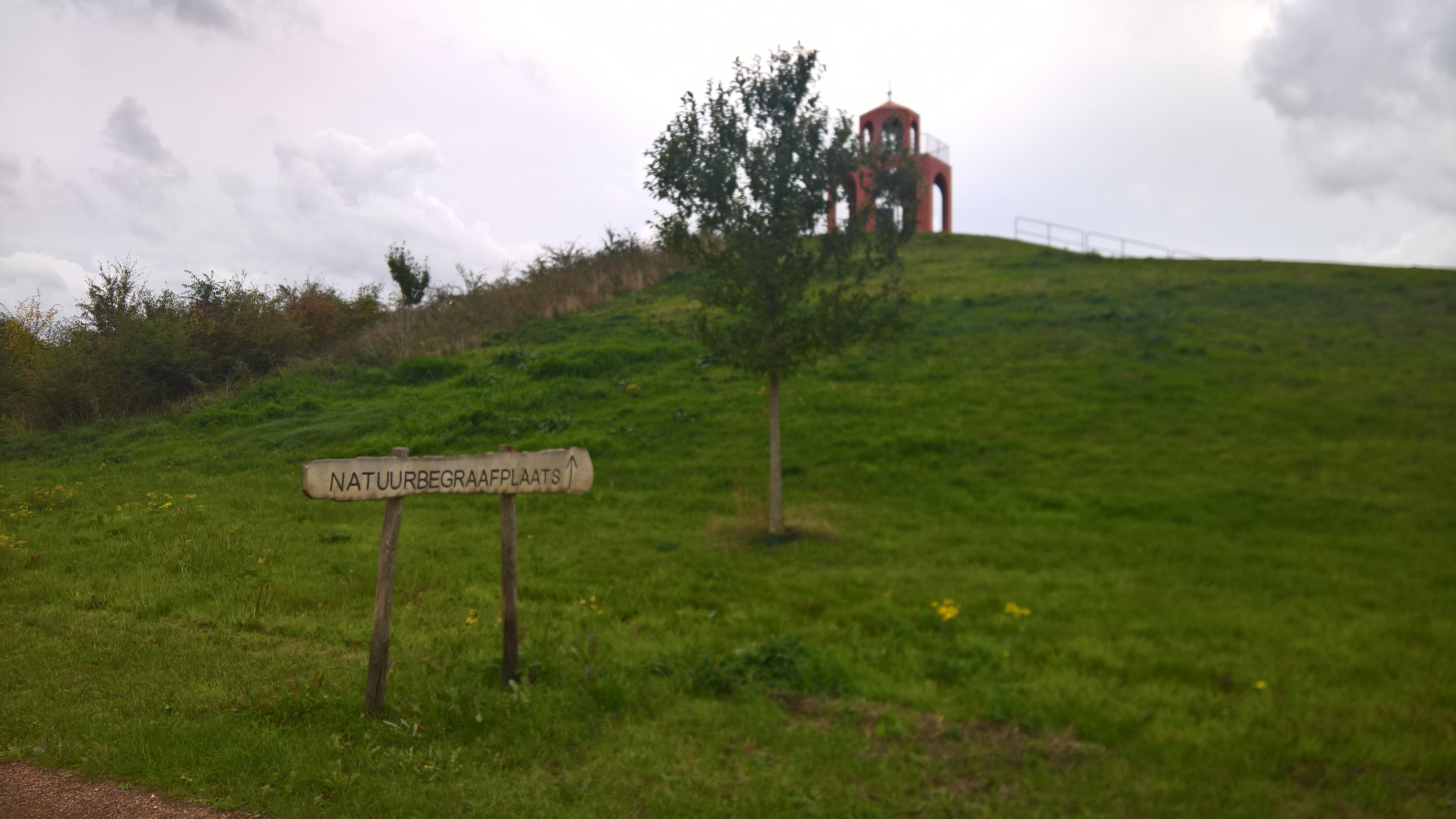
Natuurbegraafplaats Reiderwolde met toren

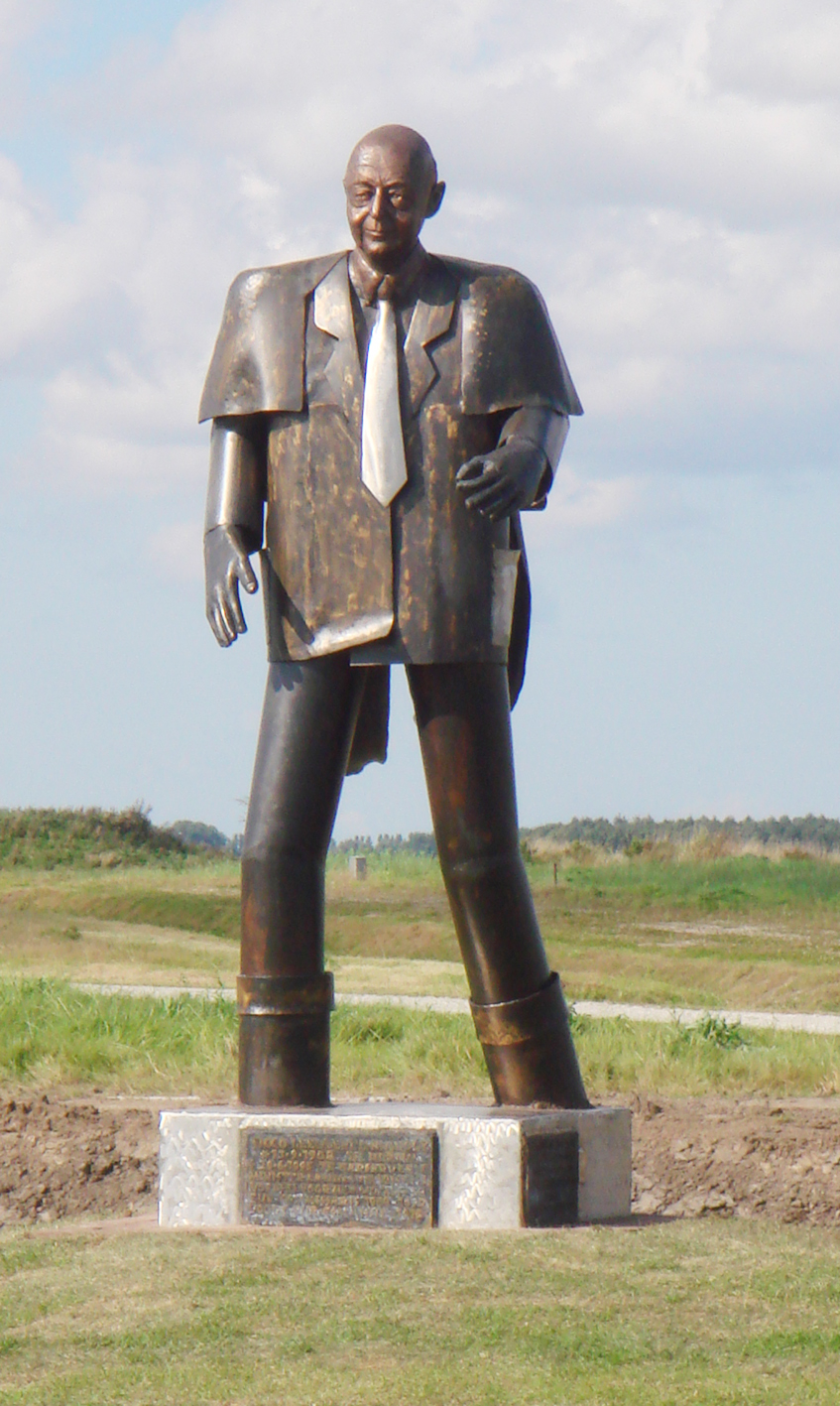
Standbeeld van Sicco Mansholt in Blauwestad

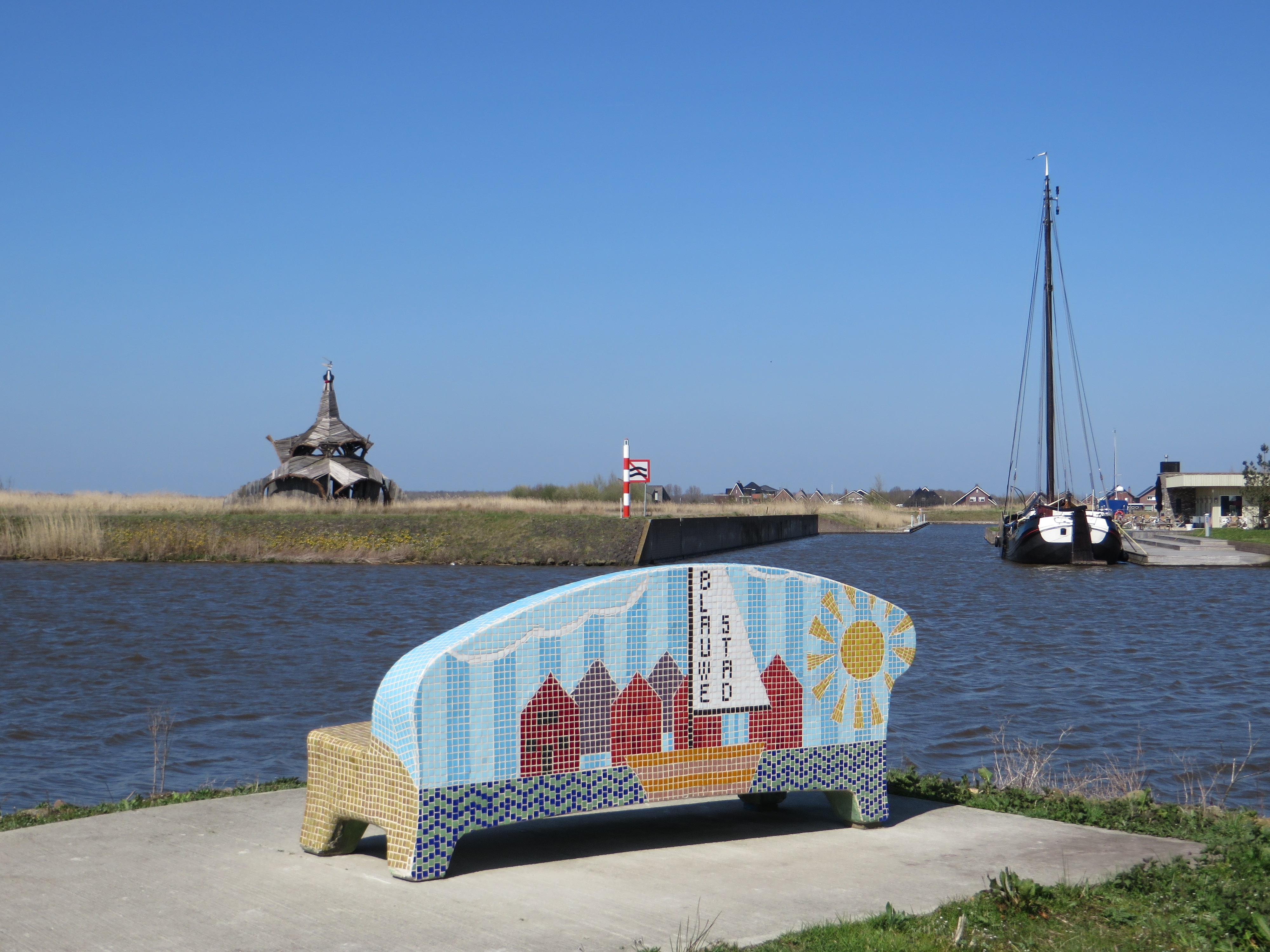
Social sofa in het Havenkwartier

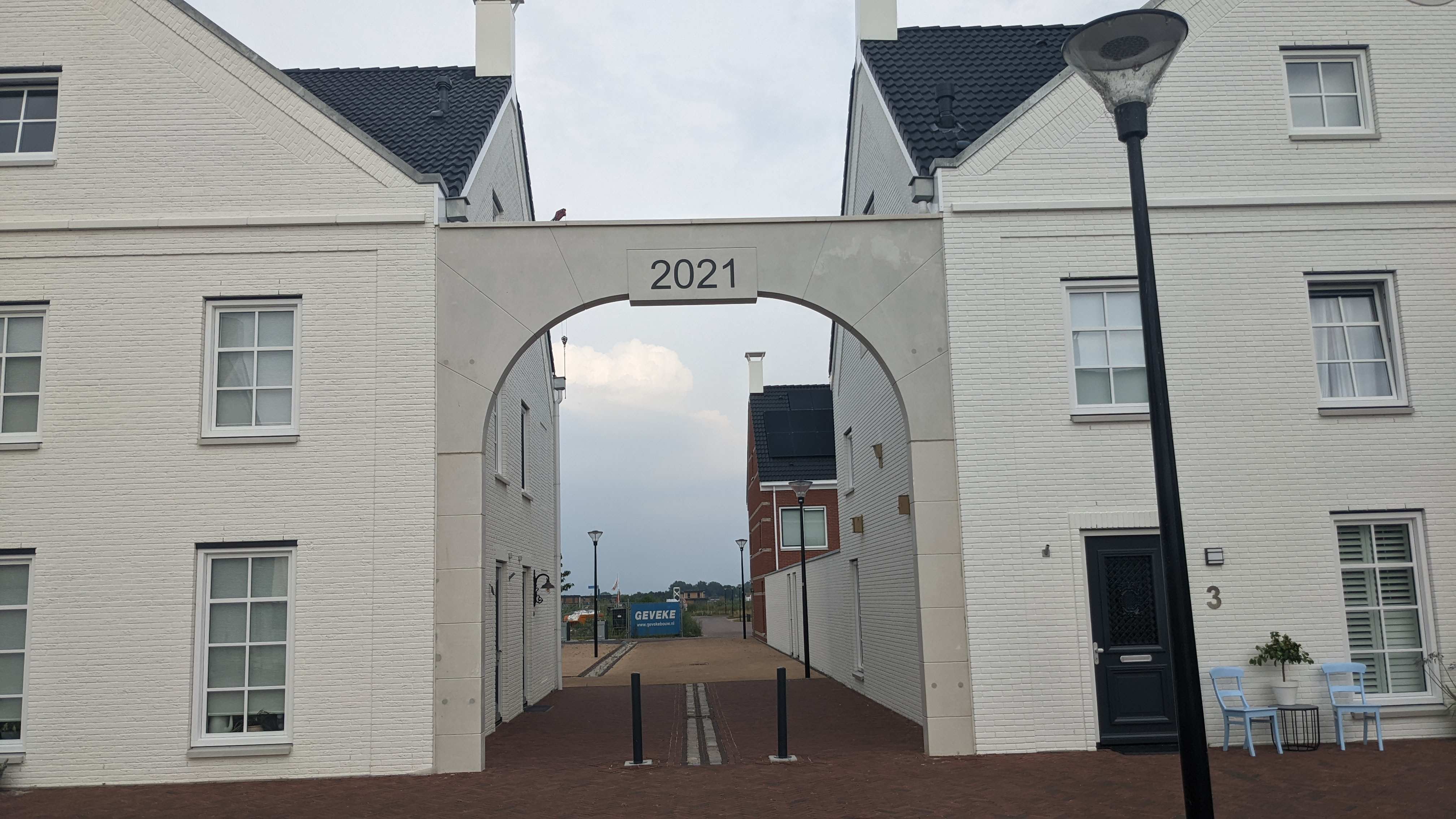
Poort in Havenkwartier

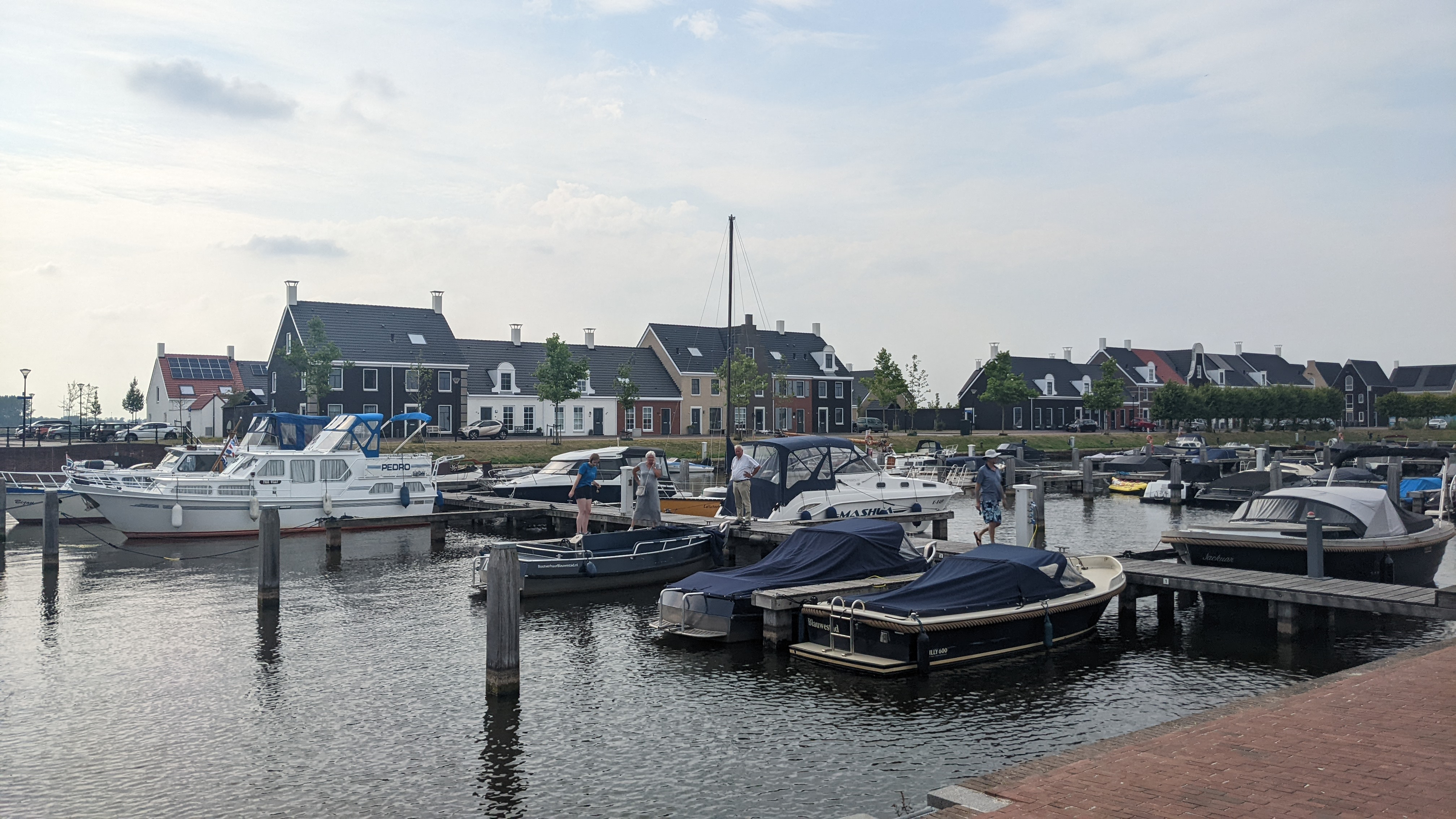
Haven en woningen in Blauwestad

Blauwestad is een nieuw dorp, gelegen aan het Oldambtmeer in de gemeente Oldambt in de Nederlandse provincie Groningen met circa 1.290 inwoners (1 januari 2023).
De woonplaats Blauwestad, waarvan de naam in december 2005 officieel is erkend als plaatsnaam, is onderdeel van het project Blauwestad. Het dorp was tot 1 januari 2010 verdeeld over de voormalige gemeenten Reiderland en Scheemda. Blauwestad heeft de afgelopen jaren te maken gehad met een stijgend aantal inwoners: de plaats had op 1 januari 2012 nog 385 inwoners, per 1 januari 2019 was dit gestegen naar 566 inwoners.
Op 1 januari 2020 had Blauwestad 680 inwoners volgens CBS Statline, per 1 juli 2020 waren dat er 718, per 1 januari 2021 circa 800 en per 1 januari 2022 waren dat er 970. Uit cijfers van de gemeente blijkt dat Blauwestad op 1 januari 2023 in totaal 1.140 inwoners heeft. Op 1 januari 2024 waren dat er 1.429.
Per 1 januari 2024 waren in de vijf deelgebieden in totaal 694 woningen (inclusief verleende vergunningen), de gebieden met de meeste woningen zijn Het Havenkwartier met 228 woningen, De Wei met 216 woningen en Het Riet met 161 woningen (bron BAG). Op 10 oktober 2024 staat de totaalstand op 720 woningen die zijn vergund.

## Ligging
Blauwestad ligt direct ten noorden van de autosnelweg A7, ten noorden van de stad Winschoten tussen Scheemda in het westen en Beerta in het oosten. Centraal in het woongebied ligt het 600 hectare groot zijnde Oldambtmeer dat via vaarroutes is verbonden met Termunterzijl en Winschoten. 
Per 1 februari 2021 is Blauwestad met Winschoten verbonden door de Blauweloper, die Pieter Smitbrug is gedoopt naar de overleden burgemeester Pieter Smit van Oldambt. De brug is met 800 meter de langste voet-fietsbrug van Europa. Op de fiets is het circa 8 minuten van het Havenkwartier naar de binnenstad van Winschoten.

## Voorzieningen
Blauwestad heeft diverse voorzieningen, in het Havenkwartier is naast het projectbureau een horecazaak en langs de boulevard bij de jachthaven zijn diverse pop-upstores. Aan het zuidstrand is eveneens een horecavoorziening en hier bevinden zich ook camperplekken. In het woongebied Het Riet is paviljoen Flonk, een horecagelegenheid en een jachthaven. Aan de noordzijde van het Oldambtmeer liggen het noordstrand, enkele horecagelegenheden, een jachthaven en een aanlegplek voor de rondvaartboot. 
Blauwestad kent goede verbindingen met de omliggende dorpen, in Finsterwolde zijn in het gebied de Hardenberg op korte afstand van woongebied Het Riet een basisschool, sporthal en overdekt zwembad, een gezondheidscentrum en apotheek te vinden. De Wei, Het Havenkwartier en Het Park profiteren van de vele voorzieningen van de stad Winschoten. Hier zijn onder andere onderwijsinstellingen van basisschool, middelbaar onderwijs tot MBO-opleidingen. Theater, bioscoop, kunstencentrum en de bibliotheek zijn te vinden in cultuurhuis De Klinker. De gezellige binnenstad van Winschoten met haar zaterdagmarkt biedt een enorm aanbod aan winkels en horeca. In Winschoten is ook een spoorweg- en busstation. Ook heeft Winschoten een compleet aanbod in medische voorzieningen, in Scheemda bevindt zich het modernste ziekenhuis van de provincie Groningen, het Ommelander Ziekenhuis Groningen.

## Woongebieden
Blauwestad bestaat sinds de aanleg uit een nieuw meer van ruim 800 hectare groot: het Oldambtmeer, 350 hectare nieuw natuurgebied en vijf woongebieden met ieder een eigen uitstraling, De Wei, Het Park, Het Riet, Het Wold en Havenkwartier (voorheen Het Dorp).

### De Wei
Van alle woongebieden is De Wei het meest verbonden met het water. Lange landtongen, gescheiden door rechte beschoeide kanalen, zorgen voor een typisch Hollands lijnenspel. De inspiratie voor de inrichting van De Wei komt uit Giethoorn en Dwarsgracht. In De Wei kan een woning gebouwd worden met één of twee bouwlagen, met of zonder kap. Elk kavel heeft een eigen haven of steiger.
In De Wei stonden oorspronkelijk alleen vrije kavels gepland, vanaf 2015 zijn er ook projectwoningen gerealiseerd zoals aan de Leeuwerik en aan de Kievit. Ook in 2021,2022 en 2023 zijn er weer projectwoningen verkocht, het project Lagune aan de Kievit.
Per 1 januari 2024 stonden er 216 woningen in dit deelgebied (inclusief verleende vergunningen, Bron BAG) Op 10 oktober 2024 waren er 227 woningen vergund.

### Het Park
Dit gebied wordt gekenmerkt door grote gazons, boomgaarden en sierlijke boompartijen, omringd door riet en water. In Het Park kan men aan het water wonen of in het groen. Het Park is weids opgezet. De woningen zijn er klassiek, statig en gevarieerd. Waar eerst vooral aan de Cantharel werd gebouwd is vanaf 2020 ook de kaveluitgifte langs de Elfenbank ter hand genomen. In 2023 werden de eerste kavels aan de Vliegenzwam in verkoop gedaan.
Per 1 januari 2024 waren er 81 woningen gereed of vergund in dit deelgebied (Bron BAG). Op 10 oktober 2024 stond de stand op 85 woningen.

### Het Riet
Dit woongebied bestaat uit een eilandengroep ten oosten van het Oldambtmeer. De eilanden hebben organische vormen en smalle wegen met brede bermen. Het vele riet en de brugverbindingen tussen de eilanden moeten een bijzondere sfeer geven aan Het Riet. De woningen zijn heel divers. Alle kavels liggen aan vaarwater, via een beweegbare brug kan zelfs met een staande mast het Oldambtmeer vanaf de woning worden bereikt.
Waar eerder gebouwd werd aan de Anholt, Vikna en Freya is er sinds 2018 een start gemaakt met de middelste eilanden. Aan de Falster zijn projectmatige schuurwoningen gebouwd. In 2022 volgt de bouw van woningen aan de Funen en op de schiereilanden Saltholm en Lindholm.
Per 1 januari 2024 waren er 161 woningen gebouwd of vergund in dit deelgebied (bron BAG). Op 10 oktober 2024 is de stand 170 woningen.

### Het Wold
Het Wold ligt tussen het natuurgebied Reiderwolde en het kanaal het Reiderdiep. Het wordt omsloten door bos en water en is daarnaast verbonden met de Hoofdstraat van Beerta, wat een directe verbinding geeft met Winschoten en de A7 naar de stad Groningen. Alle woningen worden op zeer ruime kavels midden in het bos gebouwd, steeds met minimaal 20 meter groen tussen de kavels, gericht op privacy. Het Wold is bedoeld als plek voor rust, ruimte en natuur en creatieve woningontwerpen. Sinds 2021 is ook de kavelverkoop in Het Wold op stoom gekomen. Op 30 december 2021 waren er 10 kavels verkocht, 9 in optie en 8 kavels te koop (bron: blauwestad.nl).
Op 1 januari 2024 waren er 8 woningen gereed of vergund in het gebied (bron: BAG). Op 10 oktober 2024 is de stand 10 woningen.

### Havenkwartier
Het Havenkwartier vormt het centrale punt in Blauwestad en bevat onder meer het projectbureau met uitkijktoren, restaurant Heerlijke streken en de beeldbepalende oud-hollandse woningen op de kop van de landtong. De woningen zijn de enige aaneengebouwde woningen in Blauwestad en worden bewoond door doelgroepen die vanwege de hoge prijzen eerder niet in aanmerking kwamen voor een woning in het gebied.
De tweede fase van de oud-Hollandse woningen (17 stuks) is eind 2019 gereedgekomen, de derde fase in de zomer van 2020 (26 stuks), de vierde fase (21 woningen) is in aanbouw in 2021 in 2022 is de bouw van de 5e fase gestart, project Het Arsenaal met 29 woningen, deze zijn in december 2023 opgeleverd. Verder is het project Havenmeester fase 1 (18 woningen) en fase 2 (15 woningen) gereed.
In 2022 is verder de verkoop van het project Berlage Singels gestart, 31 woningen in jaren '30 stijl.
Per 1 januari 2024 waren er 228 woningen gebouwd of vergund in het Havenkwartier (bron: BAG).

## Bezienswaardigheden
Blauwestad heeft zich in 15 jaar kunnen ontwikkelen tot een volwassen woonkern en recreatiegebied. Voor bezoekers is het gebied interessant vanwege de vele kilometers aan fiets- en wandelpaden, jachthavens, en de twee stranden (Zuidstrand in het Havenkwartier en het Noordstrand nabij Midwolda). 
Bijzonder is ook de langste fietsbrug van Europa, de Pieter Smitbrug.
In deelgebied Het Park staat het standbeeld van Sicco Mansholt, verder is hier het Triadeem (een kunstwerk van keien) en de Wilgenborg. In het laatste worden regelmatig voorstellingen en evenementen gehouden. Op het projectbureau is de publiek toegankelijke uitkijktoren. Verder zijn in het natuurgebied Reiderwolde een uitkijktoren en een openluchttheater.

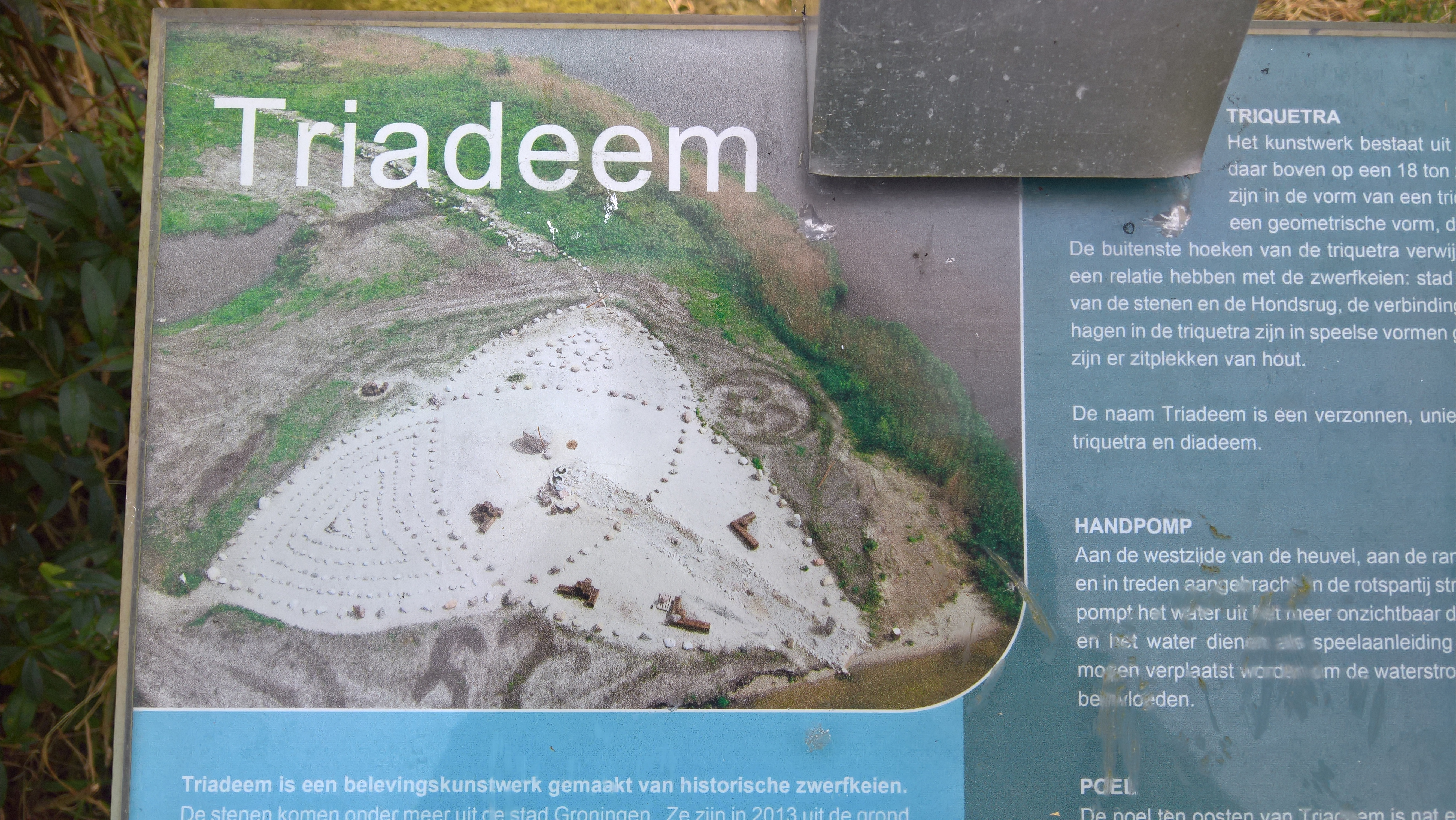
Triadeem
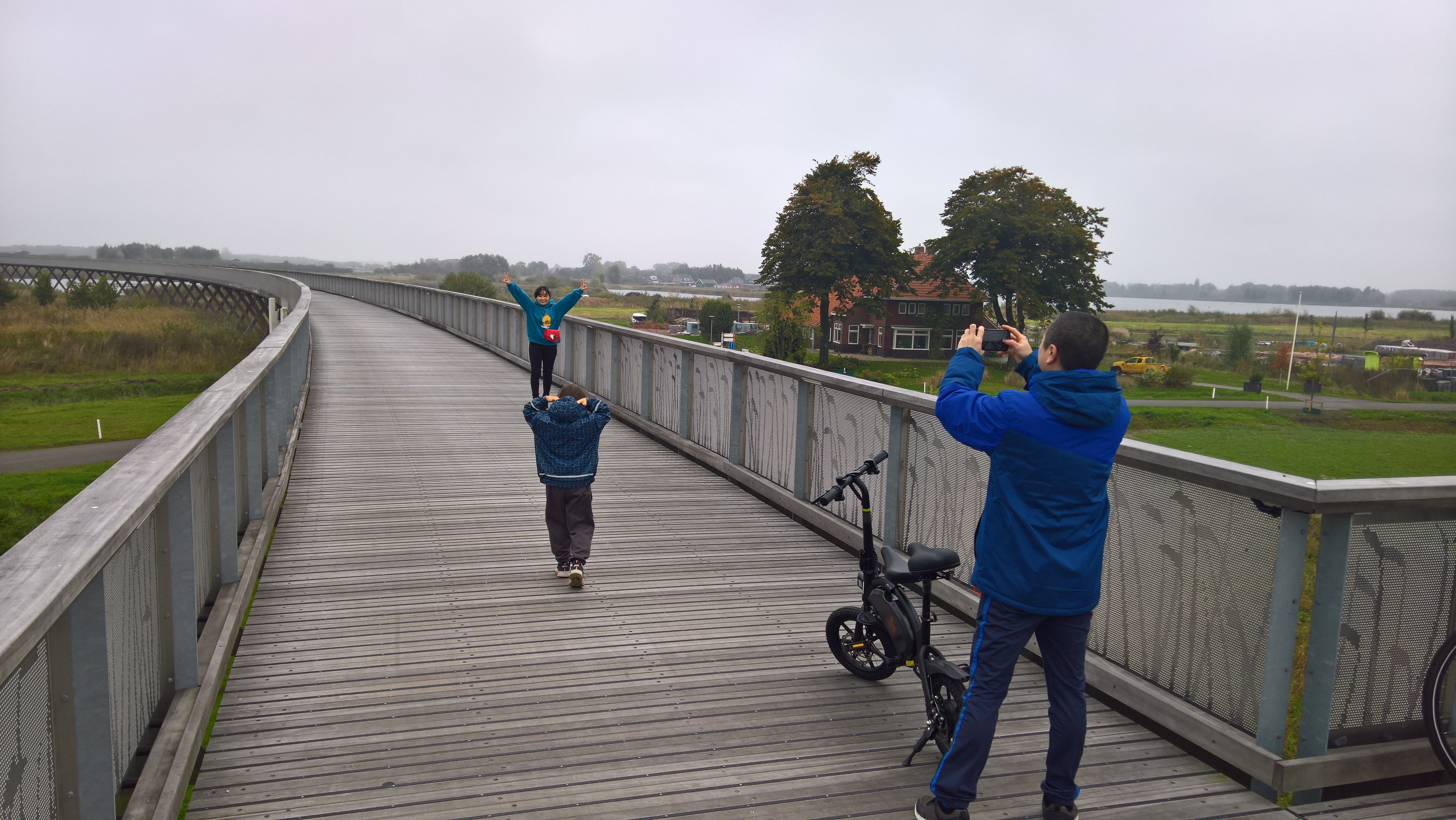
Pieter Smitbrug
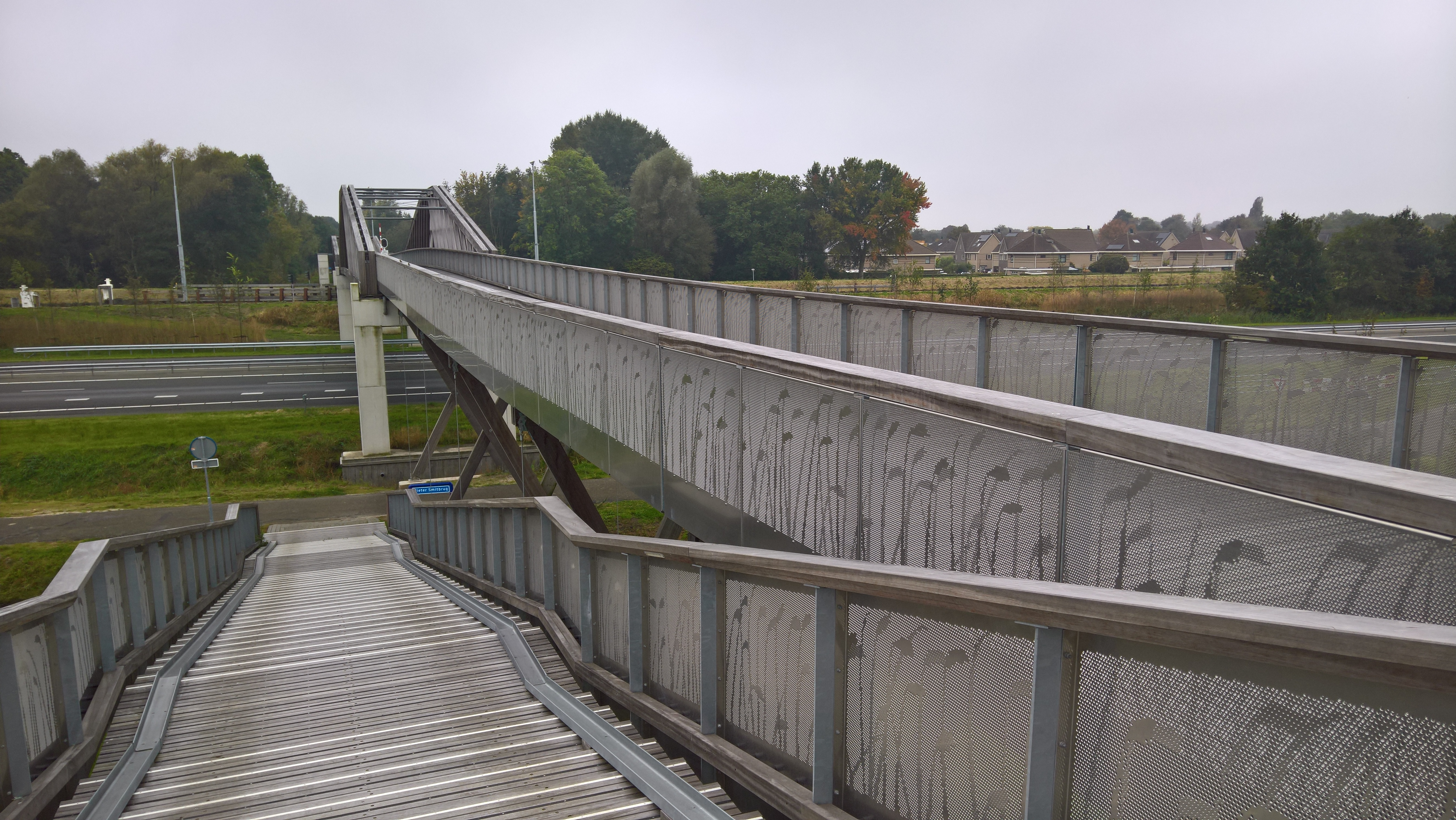
Pieter Smitbrug
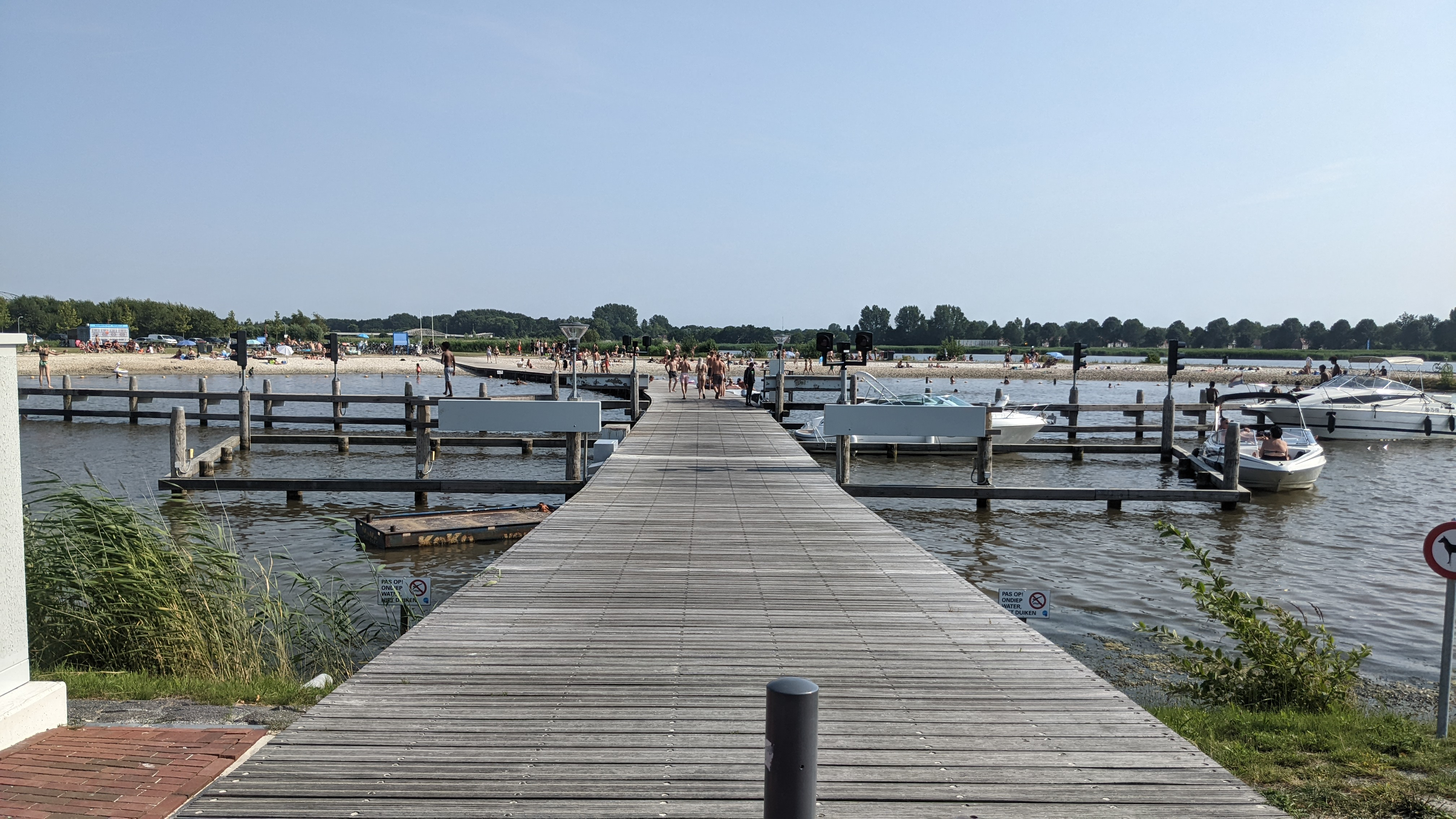
Vlonderbrug en zuidstrand Havenkwartier

## Bijgestelde plannen
In totaal zouden er ongeveer 1500 woningen gebouwd worden in de vier woongebieden De Wei, Het Park, Het Riet en Het Wold. Nog niet alle kavels zouden direct in de verkoop gaan, om te voorkomen dat her en der een woning gebouwd wordt en mensen lang in een bouwomgeving blijven wonen. Daarom werden de kavels in de woongebieden per fase te koop aangeboden. In ieder woongebied waren dus wel kavels te koop. De fases in de woongebieden die nog niet in de verkoop zijn, worden ingericht als tijdelijke natuur om het gebied er aantrekkelijk uit te laten zien.
Doordat de belangstelling van potentiële huizenkopers in de crisisjaren tussen 2008 en 2015 sterk achterbleef bij de verwachtingen, is de prognose van de behoefte aan nieuwe woningen destijds bijgesteld van 150 huizen per jaar naar 150 à 200 huizen per 5 tot 10 jaar, ofwel 30 per jaar over een looptijd van 40 jaar. Delen van het plan werden voorlopig geschrapt.

## Hernieuwde groei van het woongebied
In 2012 werd het nieuwe informatiecentrum met brasserie en uitkijktoren gebouwd en is een nieuwe strategie uitgerold.
Sinds 2016 is er weer sprake van hernieuwde belangstelling voor het woongebied. Onder de slogan "Iedereen kan zo wonen" zijn er beduidend meer kavels verkocht. Het oorspronkelijk idee van losse kavels met vrijstaande woningen werd losgelaten en er kwam ruimte voor goedkopere woonvormen, zoals rijtjeshuizen. Dit leidde in 2017 tot een sterke groei in het aantal verkochte kavels. In 2017 werd fase 1a van de oudhollandse woningen gebouwd (24 woningen), in 2018 volgde fase 1b met 10 woningen. In 2019 is de bouw gereed van fase 2 met een totaal van 17 woningen. Fase 3, goed voor nog eens 26 woningen is in 2020 gereedgekomen. Ook zijn de woningen van het project Havenmeester vergund (18 stuks). Blauwestad heeft in 2019 al ruim 70 vergunde woningen erbij gekregen. In totaal zijn er al circa 390 woningen vergund of gereed in het totale gebied.
Door de coronacrisis is de kavelverkoop in Blauwestad in het voorjaar van 2020 in een stroomversnelling gekomen. In het eerste halfjaar van 2020 zijn al circa 45 vergunningen verleend en vele kavels in optie genomen.
Met de teller op maar liefst 154 zijn er in 2021 meer kavels verkocht dan ooit tevoren in Blauwestad.
De meest recente informatie van de gemeente Oldambt is dat Blauwestad inmiddels de 1000 inwoners ruim is gepasseerd (1066). De provincie Groningen meldt dat er over 2022 meer dan 100 kavels zijn verkocht.

### Verkoopcijfers kavels
- 2013 - 1 kavel
- 2014 - 0 kavels
- 2015 - 3 kavels
- 2016 - 33 kavels
- 2017 - 66 kavels
- 2018 - 80 kavels
- 2019 - 53 kavels
- 2020 - 68 kavels
- 2021 - 154 kavels
- 2022 - 123 kavels
- 2023 - 28 kavels

## Loop van de bevolking
Stand per 1 januari
- 2007 - 5 inwoners**
- 2008 - 75 inwoners**
- 2009 - 135 inwoners**
- 2010 - 325 inwoners
- 2011 - 375 inwoners
- 2012 - 385 inwoners
- 2013 - 400 inwoners
- 2014 - 410 inwoners
- 2015 - 415 inwoners
- 2016 - 425 inwoners
- 2017 - 400 inwoners
- 2018 - 440 inwoners
- 2019 - 566 inwoners
- 2020 - 680 inwoners
- 2021 - 800 inwoners
- 2022 - 970 inwoners
- 2023 - 1140 inwoners
- 2024 - 1429 inwoners

**gemeente Scheemda
Stad: Winschoten

Dorpen: Bad Nieuweschans · Beerta · Blauwestad · Drieborg · Eexta · Finsterwolde · Heiligerlee · Midwolda · Nieuw-Beerta · Nieuwolda · Nieuw-Scheemda · Oostwold · Scheemda · 't Waar · Westerlee

Buurtschappen (en voormalige buurtschappen): Beersterhoogen · Bellingwolderzijl · Bikkershorn · Booneschans · Bovenburen · Bovenstreek (Westerlee) · Bovenstreek (Winschoten) · De Kamp · De Dellen · Eextahaven · Egypterdijk · Ekamp · Finsterwolderhamrik · Ganzedijk · De Garsten ·  Goldhoorn · Hamdijk · Hardenberg · Hongerige Wolf · Kloostergare · Kopaf · Kostverloren · Kromme-Elleboog · Kroonpolder · Lutje Loug · Meerland · Munnekeveen · Napels · Niesoord · Nieuwe Statenzijl · Nieuwolda-Oost · Polderdwarsweg ·  (Winschoter) Oostereinde · Oostwolderhamrik · Oostwolderpolder · Oudedijk · Oudekerk · Oude Statenzijl · Oudezijl · Reiderwolderpolder · Scheemdermeer · Scheemderzwaag · Scheveklap · Sint-Vitusholt (of Achterholt) · Stadspolder · Stoksterhorn · Tranendal · Tutjeshut · Ulsda · Veenhuizen · Westeind · Winschoterhogebrug · Winschoterzijl · Zandhoogte · Zuiderveen 

Voormalige gemeenten: Reiderland · Scheemda · Winschoten

Groningen: Steden en dorpen      Nederland: Provincies · Gemeenten